# Neil Parish
Neil Quentin Gordon Parish, född 26 maj 1956 i Bridgwater, är en brittisk politiker (Konservativa partiet). Han var ledamot av Europaparlamentet 1999–2009.
I Storbritanniens underhus var Parish parlamentsledamot för valkretsen Tiverton and Honiton 2010–2022. Han var emot Brexit i folkomröstningen 2016 och röstade emot när lagen om samkönade äktenskap godkändes 2013 i Storbritannien. Parish meddelade om sin avgång som parlamentsledamot den 30 april 2022 och medgav samtidigt att han hade sett på porr i underhuset två gånger.